# Quasi-pieniądz
Quasi-pieniądz (prawie pieniądz) – substytut pieniądza lub surogat pieniądza, aktywa finansowe łatwo wymienialne na pieniądze, które nie odgrywają czynnej roli w transakcjach i dlatego nie mogą być w pełni uważane za pieniądz. Są to udokumentowane lub nieudokumentowane wierzytelności pieniężne, które w określonym czasie mogą zostać przekształcone w pieniądz (gotówkowy lub bezgotówkowy).
Emitentami quasi-pieniądza stają się oprócz instytucji kredytowych także pośrednicy finansowi niebędący bankami, ale również przedsiębiorstwa niefinansowe (stosując kryterium udziału aktywów finansowych w aktywach ogółem). Sprzyja temu przede wszystkim rozwój systemu finansowego obfitującego w zróżnicowane instrumenty finansowe, coraz lepiej dostosowane do potrzeb uczestników życia gospodarczego (minimalizujące koszty transakcyjne zawieranych przez nich – coraz bardziej złożonych – transakcji). Dodatkowym czynnikiem, który stymuluje rozwój surogatów pieniądza, jest również konwergencja finansowo-informatyczna, stwarzająca pole rozwoju innowacji elektronicznych, które znajdują zastosowanie w świecie finansowym.

## Pieniądz a quasi-pieniądz
Wymienia się następujące kryteria odróżniania pieniądza od quasi-pieniądza:
- kryterium sumy zerowej – aktywa finansowe mogą być traktowane jako pieniądz tylko wtedy, jeżeli efekt jego wykorzystania dla zapłaty jest identyczny z efektem przekazania gotówki. Oznacza to, że skutki zapłaty poza sektorem bankowym muszą sprowadzać się wyłącznie do zmiany stanu zadłużenia między dokonującym zapłaty a jej odbiorcą;
- kryterium oprocentowania – koncepcja zbudowana wokół tezy, że pieniądz nie przynosi dochodu w postaci oprocentowania w przeciwieństwie do pieniędzy ulokowanych w formie pożyczki, które taki dochód przynoszą. W praktyce oznacza to, że depozyty na nieoprocentowanych rachunkach bieżących, zwrotne na każde żądanie i przenoszone na rzecz innych podmiotów za pomocą czeków, przelewów, kart płatniczych lub innych instrumentów płatniczych są uważane za pieniądz, natomiast oprocentowane depozyty terminowe, którymi nie można dysponować bez ograniczeń, nie są pieniądzem i powinny być kwalifikowane co najwyżej jako surogat pieniądza;
- kryterium płynności – opiera się na założeniu, że pieniądz odróżnia się od wszystkich innych aktywów finansowych swoją większą płynnością. W uproszczonym podejściu zakłada się, że aktywa te dzielą się na gotówkę i wkłady na żądanie, które są w najwyższym stopniu płynne i mogą być użyte bezzwłocznie i bez kosztów transakcyjnych do zapłaty, oraz na te, które wymagają odpłatnej i opóźnionej w czasie konwersji na tę formę zasobu. Można więc dzięki temu wyznaczyć wyraźną linię oddzielającą te doskonałe formy środka płatniczego od wszystkich innych mniej płynnych aktywów, które dopiero po zamianie na jeden z tych doskonałych środków płatniczych znajdują zastosowanie przy wymianie dóbr;
- kryterium ostatecznej zapłaty – w praktyce wręczenie czeku, weksla, obligacji czy wreszcie transakcja z użyciem karty kredytowej nie przybierają charakteru ostatecznej zapłaty za towar czy usługę. Nawet w sytuacji, gdy z racji konstrukcji formalnoprawnej instrumentu procesowi temu towarzyszy uwolnienie się od zobowiązania, to bardzo często jest to tylko transfer zobowiązania na instytucję finansową – bank. Ostateczna zapłata ma charakter opcyjny i dokona się dopiero wówczas, gdy sprzedawca dokona zamiany obietnicy na pieniądz sensu stricto.

Jakość quasi-pieniądza jest określona przez stopień płynności przekształcenia w pieniądz, ryzyko utraty wartości podczas tego przekształcenia oraz wysokość oprocentowania surogatów.